# Hoplitis furcula
Hoplitis furcula är en biart som först beskrevs av Morawitz 1875.  Hoplitis furcula ingår i släktet gnagbin, och familjen buksamlarbin. Inga underarter finns listade i Catalogue of Life.